# Mesquita (Minas Gerais)
Mesquita – miasto i gmina w Brazylii, w stanie Minas Gerais. Znajduje się w mezoregionie Vale do Rio Doce i mikroregionie Ipatinga.